# اندری ساوونتس
اندری ساوونتس (انگلیسی: Andriy Savenets؛ زادهٔ ۵ سپتامبر ۱۹۷۷) مترجم، و شاعر اهل اوکراین است.